# جان ألفرد غانيه
جان ألفرد غانيه هو قاضي وسياسي كندي، ولد في 17 أبريل 1842 في Capitale-Nationale ‏ في كندا، وتوفي في 8 أغسطس 1910. نشط حزبياً في حزب كندا المحافظ. وقد انتخب عضو مجلس العموم الكندي.